# Plačkovica
Plačkovica är en bergskedja i Nordmakedonien. Den ligger i den östra delen av landet, 90 kilometer öster om huvudstaden Skopje. Den högsta toppen är Lisec, 1 754 meter över havet.